# Сауэр, Дерк
Дерк Са́уэр (нидерл. Derk Sauer; 31 октября 1952, Амстердам — 31 июля 2025, Зеландия) — нидерландский медиамагнат, основатель The Moscow Times. Издатель, основатель и владелец холдинга Independent Media. Вошёл в пятёрку самых влиятельных медиаменеджеров постсоветской России по версии журнала «Карьера» и еженедельника «Новый взгляд». Бывший гендиректор холдинга РБК.

## Биография
В 14 лет организовал демонстрацию в Амстелвене против оккупации Чехословакии.
- В 1969 году окончил среднюю школу.
- В 1966 году вступил в Коммунистическую партию Голландии, тремя годами позже, после окончания школы «стал заниматься журналистикой, организацией студенческих забастовок, профсоюзной деятельностью»[9]. Считал себя маоистом[10].
- Затем начал работать в медиабизнесе, стартовав в голландской компани VNL, где был редактором голландско-финского журнала[11].
- В советском (затем - в российском) медиабизнесе с 1989 года[12]. Дерк заложил свой дом в Голландии, чтобы обрести средства для запуска изданий в России[13].
- Основал журналы Moscow Magazine, Moscow Guardian[14].
- С 1992 года — бессменный руководитель компании Independent Media (с 2008 года в качестве главы наблюдательного совета), его называют «основателем крупнейшего по числу изданий медиахолдинга России»[15]. С поста гендиректора ушёл 1 января 2008 года[16].
- С ноября 2012 по август 2015 был президентом РБК[17].
- С августа 2015 — вице-президент группы «Онэксим»[17].
- В 2020 году помогал журналистам, ушедшим из «Ведомостей», искать финансирование для запуска издания VTimes[18].

Умер 31 июля 2025 года в возрасте 72 лет в провинции Зеландия в Нидерландах от травм, полученных в результате несчастного случая на парусной яхте несколькими неделями ранее.

## Взгляды
Дерк Сауер вместе с женой Эллен Фербеек практиковал йогу и являлся вегетарианцем.